# Le Potager du Rock
Le Potager du Rock est un festival de musique dont la première édition a vu le jour en 2007 à Versailles et organisé par l'association Universailles Musiques. Son nom est un clin d'œil au Potager du Roi, lieu historique de Versailles, et au Rock comme représentant emblématique de la musique amplifiée. Il a pour objectif de faire se rencontrer le public des musiques actuelles versaillais et les groupes locaux et régionaux émergents, tout en bénéficiant de la renommée des groupes plus connus. Il a accueilli des artistes de la scène alternative française tels que Les Joyeux Urbains, Syd Matters, Les Blérots de R.A.V.E.L., Gush, Mass Hysteria, et dernièrement Kaly Live Dub et Brain Damage Sound System.

## Histoire

### Les ancêtres

#### Rock en Stock
En 2004 et 2005 eurent lieu au Théâtre Montansier de Versailles deux éditions d'un Tremplin rock nommé Rock en Stock. S'y succèdent des groupes comme Jack the Ripper et Kinito. En 2006, l'association Universailles Musiques hérite de l'organisation de l'évènement et le transforme en un festival de musique étalé sur trois jours en conservant l'esprit de décalage avec le lieu :
- Jeudi 4 mai : Les Epiphytes, Princes Chameaux, Karpatt
- Vendredi 5 mai : Bamboule Takouech, Racine de Swing, Zsuzsanna Varkonyi
- Samedi 6 mai : Virgile Allien, The Versus, Syd Matters

#### Ba'Rock
En 2006, le festival Ba’Rock soufflait lui sa deuxième bougie. À cette occasion, cinq bars du centre de Versailles accueillaient des concerts gratuits, étalés sur une semaine, dans une ambiance chaleureuse. Des groupes aux styles musicaux variés s’y sont succédé 8LPM!, Padawaco, Cortès, Vertigo Quartet, etc.

### Édition 2007: la naissance
La fusion de ces deux événements a permis de voir le jour en avril 2007 au festival Le Potager Du Rock.
Le Potager du Rock a hérité de l’esprit de ses ancêtres, tout en prenant de l'ampleur. Variant les styles (electro, slam, pop, rock, chanson, reggae, world music) la programmation s'est étalée sur un mois, entre des concerts en entrée libre dans les bars de la ville partenaires de l'évènement, un concert à la Maison de Quartier de Porchefontaine (salle Delavaud) fief historique de l'association organisatrice, et s'est achevée sur deux soirées de clôture au Théâtre Montansier :
- Lundi 2 avril : Kelk’s au Stelio’s bar
- Mercredi 4 avril : DJ Doppelganger² au bar-billard Le Montbauron
- Jeudi 5 avril : Jym au Kilt
- Samedi 7 avril : Experence, No Quidam et Cockpit Delirium à la salle Delavaud
- Mardi 10 avril : Tui-Tui au Kahina Café
- Jeudi 12 avril : S-Petit Nico au Montbauron
- Mardi 17 avril : Eskisse au Kilt
- Mercredi 18 avril AppleShift au Bailliage
- Lundi 23 avril : Tidiane au RDV des Touristes
- Mercredi 24 avril : Tadzik au Montbauron
- Jeudi 26 avril : Little au Montbauron
- Vendredi 27 avril : MileStone, 8LPM! et Los Chicros au Théâtre Montansier
- Samedi 28 avril : Alex et Sa Guitare et Les Joyeux Urbains au Théâtre Montansier

Le festival rassemble plus de 800 personnes.

### Édition 2008: les premiers pas
- Mercredi 26 mars : Arthur Ribo au Montbauron
- Samedi 29 mars : Tribe of Jam, RTSF et Loading Zone à la Salle Delavaud
- Mardi 1er avril : 100 Raisons au Kilt
- Mercredi 2 avril : Soma-D au Montbauron
- Mardi 8 avril : Ekat au Kilt
- Mercredi 9 avril : Entrenous au Montbauron
- Vendredi 11 avril : New Dope à L’Avenir
- Mardi 15 avril : Bounty Hunters au Kilt
- Mercredi 16 avril : Larsen Upin au Montbauron
- Vendredi 18 avril : Kit Thomas et Syd Matters au Théâtre Montansier
- Samedi 19 avril : Princes Chameaux et Les Blérots de R.A.V.E.L. au Théâtre Montansier

Le festival rassemble plus de 900 personnes.

### Édition 2009: la mutation
Une formule plus concentrée, plus dense, est testée, dans le but de générer une réelle ambiance festive. Le principe est simple : des concerts tous les soirs pendant une semaine, sauf le dimanche. L'ouverture a lieu à la Maison de Quartier de Porchefontaine (Salle Delavaud) et la clôture traditionnelle au Théâtre Montansier :
- Samedi 2 mai : My Name is Band, The L.I.A.R.Z et The Aquatics à la Salle Delavaud
- Lundi 4 mai : Balthazar et Berry Bestov' au Montbauron
- Mardi 5 mai : Fanny & Friends à l'Aquarium
- Mercredi 6 mai : Les Tripotes au Montbauron puis concert des Medical Bros' Band au restaurant El Rancho
- Jeudi 7 mai : Deadly Fist au Kilt suivi de Jagas au Stelio's bar
- Vendredi 8 mai : New Dope au Montbauron
- Samedi 9 mai : Gush et Housse de Racket au Théâtre Montansier

Le festival rassemble plus de 1000 personnes.

### Édition 2010
- Samedi 15 mai : Acousteak Place du Marché
- Dimanche 16 mai : Charli Circus au Montbauron
- Lundi 17 mai : Paper Plane Pilots et César Chentrier à la Maison de Quartier Saint-Louis
- Mardi 18 mai : Ta sœur et Tripotes au El Rancho
- Mercredi 19 mai : RTSF au Montbauron
- Jeudi 20 mai : Carne à l'Alambic studio
- Vendredi 21 mai : Green Tea Soul et Kesiena au Casanou
- Samedi 22 mai : Mass Hysteria et Headcharger au Théâtre Montansier

### Édition 2011
- Samedi 7 mai : The Medical Bro's Band, Ta Sœur et Elephant's Food à la salle Delavaud
- Dimanche 8 mai : Berry Bestov' et Matthieu Desa au Montbauron
- Lundi 9 mai : Pola.A et Computer Speaking au No Water
- Mardi 10 mai : Racine de Swing et K-Mos 360 au Saint Claire
- Mercredi 11 mai  : Trace et Livingstone au Rancho
- Jeudi 12 mai : Next et The Hybrid Sway à la Royal Factory
- Vendredi 13 mai  : Jagas et El Manou au Mylord
- Samedi 14 mai  : Kaly Live Dub, Brain Damage Sound System et RTSF au Théâtre Montansier

### Édition 2012
- Dimanche 13 mai : Johnny Montreuil et Les Uns des Autres au Montbauron
- Lundi 14 mai : Natty Princess et Root'n Nation place Charost
- Mardi 15 mai : Memphis Belle et Les Méchants Radis au Baradoz
- Mercredi 16 mai : MASS, Cherzo et Ta Sœur à la Royale Factory
- Jeudi 17 mai : Einleit et Encore! à la Gaité
- Vendredi 18 mai : Kasshern, Foundation HiFi et Indy Boca au Caves du Roi
- Samedi 19 mai : Dubamix, Tiwayo, Old Fashion Ladies, Universal Congress et L'an Terne sur le parking de l'Europe

Le festival rassemble 1400 personnes, dont plus de 600 lors du concert de clôture (malgré la pluie).

### Édition 2013
- Samedi 18 mai : Tazieff, Copyrate au Casanou
- Dimanche 19 mai : Tithaume, Les cigales de Paname au Montbauron
- Mardi 21 mai : Autoryno, Calamity Street à la Gaité
- Mercredi 22 mai : Blasting Box, Les Sales Momes  à la Royale Factory
- Jeudi 23 mai : The Hybrid Sway, Soma Age, Hairline sur la place Charost
- Vendredi 24 mai : Attack on Babylon ft F T Hifi et tonton Al G, Steppa Mo'jak, Melodical Sound Système aux Caves du roi
- Samedi 25 mai : Charge 69, Goayandi, The Probs, Encore!, Seafarers, Blue box sur le parking de Versailles-Chantiers

### Edition 2014
- Dimanche 11 mai : Bloom Box et Universal Congress  au Montbauron
- Lundi 12 mai : Playtime Bandit et Enfantloup à la Gaité
- Mardi 13 mai : Racine de Swing au Loft
- Mercredi 14 mai : Les Kerguelec de Gaodham et Léopoldine au No Water
- Jeudi 15 mai : Groovanova et Kudiwa street au Loft
- Vendredi 16 mai : Umoja Hifi, Ras Dashan et Indy Boca au Caves du roi
- Samedi 17 mai : Join da Tease, The Stumps, Tripotes et Boa Brass Band avenue de Paris (face au Château de Versailles)

### Annulation en 2015
Le manque de ressources contraint les organisateurs à annuler le festival en 2015, après 8 éditions.